# حارة النور (صنعاء)

تعديل مصدري - تعديل

النور هي إحدى حارات حي بني حوات بمدينة الروضة شمال العاصمة اليمنية "صنعاء"، بلغ تعداد سكانها 1070 نسمة حسب تعداد اليمن لعام 2004.